# A Day at the Zoo
A Day at the Zoo  è un film del 1939 diretto da Tex Avery.
Si tratta di un cortometraggio d'animazione della serie Merrie Melodies uscito l'11 marzo 1939, prodotto dalla Leon Schlesinger Productions e distribuito dalla Warner Bros. Pictures.